# Estación Modestino Pizarro
Modestino Pizarro es una estación ferroviaria ubicada en la localidad del mismo nombre, Departamento General Roca, Provincia de Córdoba, República Argentina.

## Servicios
Actualmente, no presta ningún servicio, ni de cargas y ni de pasajeros, en la actualidad.
En su momento se concesionó a la empresa A.L.L. CENTRAL S.A. transportadora de cargas.

## Historia
En el año 1907 fue inaugurada la Estación, por parte del Ferrocarril Buenos Aires al Pacífico, en el ramal de Justo Daract a Cañada Verde. 